# 佐々木豊吉
佐々木 豊吉（ささき とよきち、生没年不詳）は明治時代の地本問屋。

## 来歴
佐々木屋と号す。明治期に京橋区尾張町2丁目1で営業しており、楊洲周延、月岡芳年、右田年英らの錦絵を出版している。

## 作品
- 楊洲周延 『憲法発布式之図』 大判3枚続 明治22年（1889年）
- 月岡芳年 『新形三十六怪撰』 大判 錦絵揃物 明治22年‐明治25年
- 右田年英 『近衛師団台湾鎮撫』
- 右田年英 『英雄三十六歌撰』 大判揃物 明治32年（1899年）